# Yūji Iwasawa

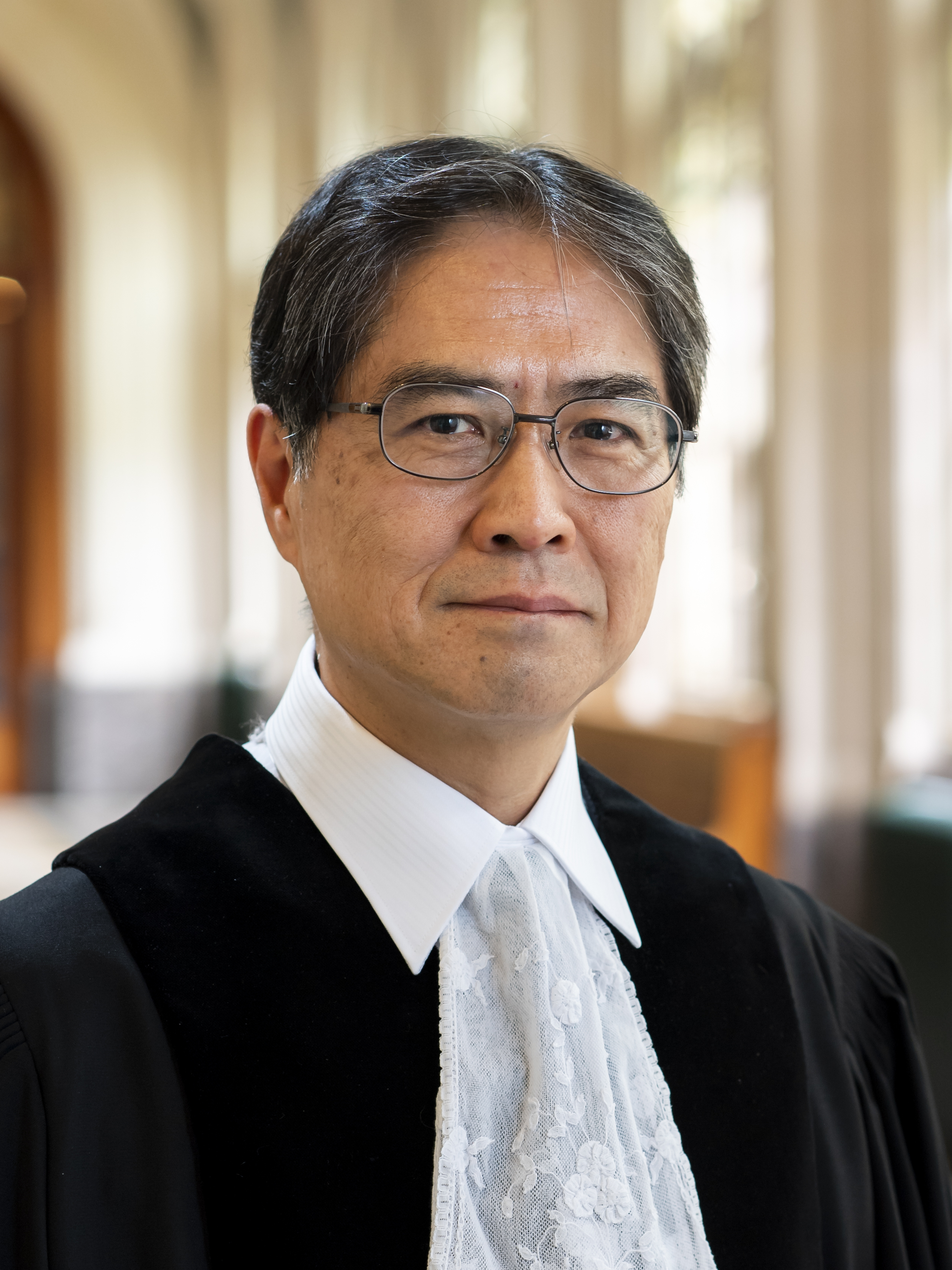
Yuju Iwasawa (2018)

Yūji Iwasawa (japanisch 岩澤 雄司 Iwasawa Yūji; * 4. Juni 1954 in der Präfektur  Tokio) ist ein japanischer Jurist, seit 2018 Richter am Internationalen Gerichtshof in Den Haag und seit 3. März 2025 dessen Präsident.

## Leben

### Ausbildung
Yūji Iwasawa wurde 1954 in der Präfektur Tokio geboren. Er studierte zunächst an der juristischen Fakultät der Universität Tokio und schloss 1977 als Bachelor of Laws (LL.B.) ab. 1978 erwarb er an der Harvard Law School in Cambridge (Massachusetts) den Titel eines Master of Laws (LL.M.). 1997 promovierte er an der School of Law der University of Virginia zum Doctor of the Science of Law (S.J.D.).

### Karriere
Iwasawa war zunächst als Assistent an der juristischen Fakultät in Tokio tätig, ab 1982 dann als Junior-Professor an der Städtischen Universität Osaka und erhielt 1996 eine Professur an der Universität Tokio in der Abteilung für Internationale Beziehungen. Seit 2005 ist er Lehrstuhlinhaber an der Juristischen Fakultät der Universität Tokio.
Am 22. Juni 2018 wurde Iwasawa zum Richter am internationalen Gerichtshof in Den Haag gewählt. Bei der Wahl gab es keinen Gegenkandidaten, er erhielt die Stimmen von 184 der 195 Mitgliedsländer der UN-Generalversammlung und alle 15 Stimmen im UN-Sicherheitsrat. Er folgte seinem Landsmann, dem ehemaligen Vize-Außenminister Hisashi Owada, der seit 2003 Richter des IGH war und vorzeitig aus dem Amt ausschied. Owada ist Vater der damaligen Kronprinzessin Masako, die am 1. Mai 2019 als Kaiserin von Japan inthronisiert wurde. Im November 2020 wurde Iwasawa für eine neunjährige Amtszeit von 2021 bis 2030 wiedergewählt. Iwasawa wurde am 4. März 2025 von seinen Kollegen zum Präsidenten des IGH gewählt, nachdem Richter Nawaf Salam im Januar 2025 von seinem Amt zurückgetreten war.

### Nebentätigkeiten
Iwasawa ist breit am akademischen Austausch beteiligt und als Dozent an Universitäten und Akademien weltweit tätig. Er ist selbst Autor einer Vielzahl juristischer Fachbeiträge, daneben Herausgeber und Gutachter mehrerer renommierter periodischer erscheinender Publikationen. Er ist und war für die japanische Regierung und für internationale Organisationen wie die Welthandelsorganisation oder die UN-Arbeitsgruppe über Indigene Bevölkerungen beratend tätig. Außerdem ist er Präsident der japanischen Juristengesellschaft für internationales Recht und seit 2016 stellvertretender Vorsitzender der International Law Association.
Seit 2007 war Iwasawa Mitglied des UN-Menschenrechtsausschusses, in der Amtszeit von 2011 bis 2013 war es dessen Vorsitzender.